# رولا ذبيان
رولا ذبيان(-)، ممثلة سورية

## عن حياتها
خريجة المعهد العالي للفنون المسرحية (دمشق) عن مشروع تخرج «خادم سيدي» بإشراف الفنان جمال سليمان، انطلاقتها كانت في عام (1994) مع المخرج محمد بدرخان في عمل «اشجار البحيرة» كما شاركت في سهرة للمخرج حاتم علي «السندباد البري» وشاركت في العمل الدرامي «نافل ونوفل» ومع المخرج عماد سيف الدين في الجزء الأول من سلسلة «ياسين» 
 
انطلاقتها الفعلية كانت عام (1996) في مسلسل «عيلة ست نجوم» بإدارة المخرج هشام شربتجي
ابتعدت عن التمثيل لفترة وإنتقلت للمشاركة في دوبلاج الأعمال التركية إلى العربية
بعد اندلاع الأزمة السورية عام 2012 إنتقلت مع عائلتها للإقامة في مصر 

## أعمالها

### في التلفزيون
| سنة الإنتاج | اسم المسلسل                   | الشخصية            |
| ----------- | ----------------------------- | ------------------ |
| 2016        | لقطة بغلطة                    |                    |
| 2015        | حرائر                         |                    |
| 2013        | خيبر                          | (ضباعة بنت الزبير) |
| 2011        | Crazy Tv                      |                    |
| 2011        | بومب أكشن                     |                    |
| 2011        | الخربة                        | (هيام - زوجة فياض) |
| 2010        | العقاب                        |                    |
| 2010        | فزلكة عربية / كل شيء ماشي     | (ضيفة شرف)         |
| 2008        | أهل الغرام (ج2)               |                    |
| 2008        | بهلول أعقل المجانين (ج2)      |                    |
| 2008        | ألاجنحة النكسرة               | (نظلي)             |
| 2004        | أبو زيد الهلالي               | (غصن البان)        |
| 2002        | المطلوب يا ليل والأفضل يا عين |                    |
| 2001        | ألو جميل ألو هناء             | (سامية)            |
| 2001        | وشاءت الأقدار                 |                    |
| 2001        | رزمة نقود                     |                    |
| 2000        | الملك لله                     | (محاسن)            |
| 2001        | الزير سالم                    | (بدور بنت جساس)    |
| 2001        | فرصة العمر                    |                    |
| 2001        | أساطير شعبية                  |                    |
| 1999        | فوازير مين.. وين              | (ضيفة شرف)         |
| 1998        | محاولات                       | (ليلى)             |
| 1998        | أي بني-زمن المجد              |                    |
| 1998        | سكان الأرض زوار               |                    |
| 1997        | عيلة ست نجوم                  | (كوثر)             |
| 1996        | مدير بالصدفة                  |                    |
| 1996        | ياسين -الجزء الأول            |                    |
| 1995        | نافل ونوفل                    |                    |
| 1994        | السندباد الجوي-سهرة تلفزيونية |                    |
| 1994        | أشجار البحيرة                 |                    |

### في المسرح
| سنة الإنتاج | المسرحية         | الشخصية   |
| ----------- | ---------------- | --------- |
| 2007        | عنبر و 11 سبتمبر | (الجنرال) |

## روابط خارجية
- رولا ذبيان على موقع قاعدة بيانات الأفلام العربية